# Sri Ksetra
Ve siècle – IXe siècle
Entités précédentes :
- Pyu

Entités suivantes :
- Royaume de Nanzhao
- Royaume de Pagan

Sri Ksetra ou Criksetra (birman သရေခေတ္တရာ, lit. "Cité de Splendeur" en sanskrit) est un royaume du bassin de l'Irrawaddy, sur le territoire de l'actuelle Birmanie entre le VIIe siècle et le IXe siècle.

## Histoire
Le royaume de Sri Ksetra est un des royaumes fondés par les Pyus à partir du Ve siècle. Ses vestiges archéologiques démontrent une influence culturelle indienne et même bouddhique (Voir l'article Indianisation de la péninsule Indochinoise). À la même époque, il y avait, plus au sud, dans la région de l'actuelle Pégou et en Thaïlande, un autre royaume indianisé occupé par des Môns et connu sous le nom de Dvaravati.

### Sri Ksetra en 800, d’après les sources chinoises
L'existence du royaume de Sri Ksetra est attestée par des témoignages de pèlerins chinois au VIIe siècle. D'après Cœdès, ce nom serait inspiré par le nom ancien de la ville indienne de Puri, dans l'Orissa.
Au VIIe siècle, deux sectes bouddhiques coexistent au Sri Ksetra : le Theravada, d'expression palie et le Mulasarvastivada, d'expression sanskrite, cela nous est connu, comme toutes les informations connues sur le royaume, par des témoignages chinois, notamment ceux qui résultent de deux ambassades envoyées au Royaume de Nanzhao voisin en 802 et 807.
Il ressort de ces sources chinoises une très forte imprégnation du Bouddhisme sur les dizaines de milliers de familles qui peuplent la capitale : il est fait état de plus de cent monastères bouddhiques où les enfants des deux sexes reçoivent un enseignement religieux jusqu'à vingt ans. Les mêmes sources rapportent que le port de la soie était interdit (pour respecter la vie des vers à soie). Le respect de la vie s’applique également aux humains puisque seul l'homicide est passible de la peine de mort. Les autres coupables reçoivent des coups de bambou sur le dos. Les accusés sont simplement attachés, sans être soumis à aucun supplice ni instrument d'entrave.
L'enceinte de la capitale est constituée d'une muraille en briques recouvertes d'un émail vert, protégée par un fossé revêtu de briques, percée de douze portes et munie de tours aux angles.
Les Pyus exportent des étoffes blanches et des jarres de terre cuite chez les nations voisines. Les sources chinoises font état d'une musique et de danse originales.

### Archéologie

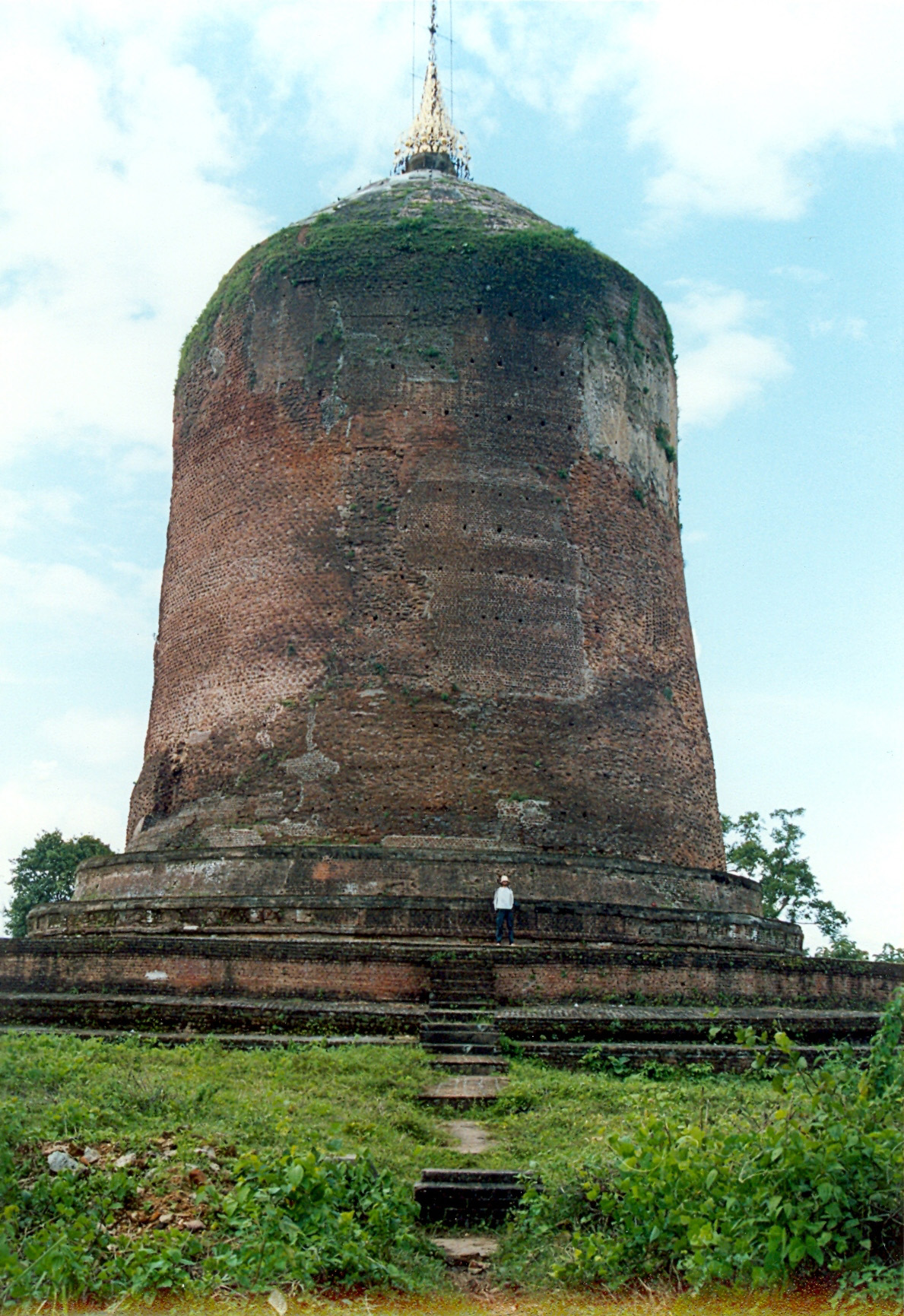
Le Bawpawgyi Paya à Hmawza

De l'ancienne capitale, il subsiste des vestiges à Hmawza, à 10 km de l'actuelle ville de Prome, qui ne sont pas postérieurs au IXe siècle. On y voit des stûpas de type cylindrique à dôme hémisphérique ou ogival dont l'origine devrait être cherchée dans le nord-est de l'Inde et sur la côte de l'Orissa.
Hmawza possède également des édifices à salle intérieure supportant un couronnement cylindro-conique, du type indien (tour sanctuaire, ou çikhara). L'architecture birmane de Pagan dérivera directement de celle de Hmawza.

### Le déclin du royaume Pyu
Le déclin de Sri Ksetra se fait sentir au IXe siècle. Un grand nombre de ses habitants sont déportés en 832 au Nanzhao qui a conquis la haute vallée de l'Irrawaddy entre 757 et 763 et a reconnu la suzeraineté de la Chine en 791. Par la suite, la puissance régionale montante sera le royaume birman de Pagan.

## Sources
- George Cœdès, Les Peuples de la Péninsule indochinoise, Dunod, 1962.